# Fosse crânienne moyenne
La fosse crânienne moyenne (ou étage moyen de la base du crâne) est une dépression de la base interne du crâne qui abrite les lobes temporaux du cerveau.

## Description
| Limites de la fosse crânienne moyenne :                      |
| ------------------------------------------------------------ |
| 1 : Limbus sphénoïde (bord antérieur du sillon chiasmatique) |
| 2 : Bords supérieurs des petites ailes de l'os sphénoïde     |
| 3 : Dos de la selle du sphénoïde                             |
| 4 : Bords supérieurs de la partie pétreuse de l'os temporal  |

La fosse crânienne moyenne est plus profonde que la fosse crânienne antérieure, et s'élargit latéralement sur les côtés du crâne.
En arrière, elle est séparée de la Fosse crânienne postérieure par le clivus et le bord supérieur de la partie pétreuse de l'os temporal.
À l'avant, elle est séparée de la fosse crânienne antérieure la crête formant le bord antérieur du sillon préchiasmatique, les processus clinoïdes antérieurs et par les bords postérieurs des petites ailes de l'os sphénoïde.
Latéralement, elle est limitée par les angles sphénoïdaux des os pariétaux et les écailles de l'os temporal.
Elle est traversée par les sutures squameuses, sphéno-pariétales, sphéno-squameuses et sphéno-pétreuses.
Dans sa partie médiane, se trouve la selle turcique et latéralement les fosses latérales moyennes ou sphéno-temporales.

### Partie médiane
La partie médiane de la fosse présente, en avant, le sillon préchiasmatique et le tubercule de la selle. Le sillon préchiasmatique se termine de part et d'autre au niveau du canal optique, qui transmet le nerf optique et l'artère ophtalmique à la cavité orbitaire.
Derrière le canal optique, le processus clinoïde antérieur est dirigé vers l'arrière et vers l'intérieur et s'attache à la tente du cervelet.
Derrière le tubercule de la selle se trouve une dépression profonde, la selle turcique, contenant la fosse hypophysaire, qui loge l'hypophyse, et présente sur sa paroi antérieure les processus clinoïdes moyens.
La selle turcique est délimitée en arrière par une plaque osseuse quadrilatérale, le dos de la selle, dont les angles supérieurs sont surmontés par les processus clinoïdes postérieurs point de fixation de la tente du cervelet. En-dessous de ces derniers chacun se trouve une encoche pour le nerf abducens.
De chaque côté de la selle turcique se trouve le sillon carotidien, qui est large et peu profond, courbé un peu comme la lettre italique S. Il commence en arrière au niveau du foramen déchiré et se termine sur le côté médial du processus clinoïde antérieur. À cet endroit, il est parfois converti en un foramen carotico-clinoïde par l'union du processus clinoïde antérieur et du processus clinoïde moyen. En arrière, il est délimité latéralement par la lingula sphénoïdale. Ce sillon loge le sinus caverneux et l'artère carotide interne, cette dernière étant entourée d'un plexus de nerfs sympathiques.

### Fosse latérale moyenne ou fosse sphéno-temporale
Les fosses latérales moyennes sont très profondes et soutiennent les lobes temporaux du cerveau.
Elles sont marquées par des dépressions pour les circonvolutions cérébrales
Elles sont traversées par des sillons pour les branches antérieure et postérieure des vaisseaux méningés moyens. Ces sillons commencent près du foramen épineux. L'antérieur se dirige à l'avant et en haut jusqu'à l'angle sphénoïdal de l'os pariétal où il est parfois transformé en canal osseux. Le postérieur se dirige vers l'arrière à travers l'écaille de l'os temporal et se poursuit sur celle de l'os pariétal.
Sur la face antérieure de la partie pétreuse de l'os temporal, on voit l'éminence causée par le canal semi-circulaire supérieur. En avant et un peu en dehors de celle-ci une dépression correspond au toit de la cavité tympanique. Un sillon menant au hiatus du canal du nerf facial permet le passage du nerf grand pétreux et de la branche pétreuse de l'artère méningée moyenne. En dessous, une plus petite rainure permet le passage du nerf petit pétreux superficiel. Près du sommet de l'os, la dépression pour le ganglion trigéminal et pour l'orifice du canal carotidien.
Ces fosses possèdent des ouvertures de communication avec les autres régions du crâne.
La fissure orbitaire supérieure formée en haut par la petite aile, en bas par la grande aile et en dedans par le corps du sphénoïde. Latéralement elle est complétée par la partie orbitaire de l'os frontal. Elle fait communiquer la fosse latérale moyenne avec l'orbite. C'est le point de passage des nerf oculomoteur, trochléaire, ophtalmique et abducens et quelque filament sympathique du plexus nerveux caverneux. Ils sont accompagnés par la branche orbitaire de l'artère méningée moyenne, par une branche récurrente de l'artère lacrymale en direction de la dure-mère et par les veines ophtalmiques.
Derrière l'extrémité médiale de la fissure orbitaire supérieure se trouve le foramen rond point de passage du nerf maxillaire.
Derrière et latéralement au foramen rond se trouve le foramen ovale, qui transmet le nerf mandibulaire, l'artère ptérygoméningée et le nerf petit pétreux.
Au milieu du foramen rond de façon très inconstante se trouve le foramen veineux permettant le cas échéant le passage d'une petite veine vers la fosse scaphoïde.
Latéralement au foramen ovale se trouve le foramen épineux permettant le passage des vaisseaux méningés moyens, et d'une branche récurrente du nerf mandibulaire.
En dedans du foramen ovale se trouve le foramen déchiré comblée par une couche de fibrocartilage traversée par l'artère carotide interne entourée d'un plexus de nerfs sympathiques, le nerf du canal ptérygoïdien et une branche méningée de l'artère pharyngienne ascendante.

## Aspect clinique
Une craniectomie de la fosse moyenne est un moyen d'enlever chirurgicalement les neurinomes de l'acoustique se développant dans le conduit auditif interne de l'os temporal.

## Galerie

La fosse crânienne moyenne
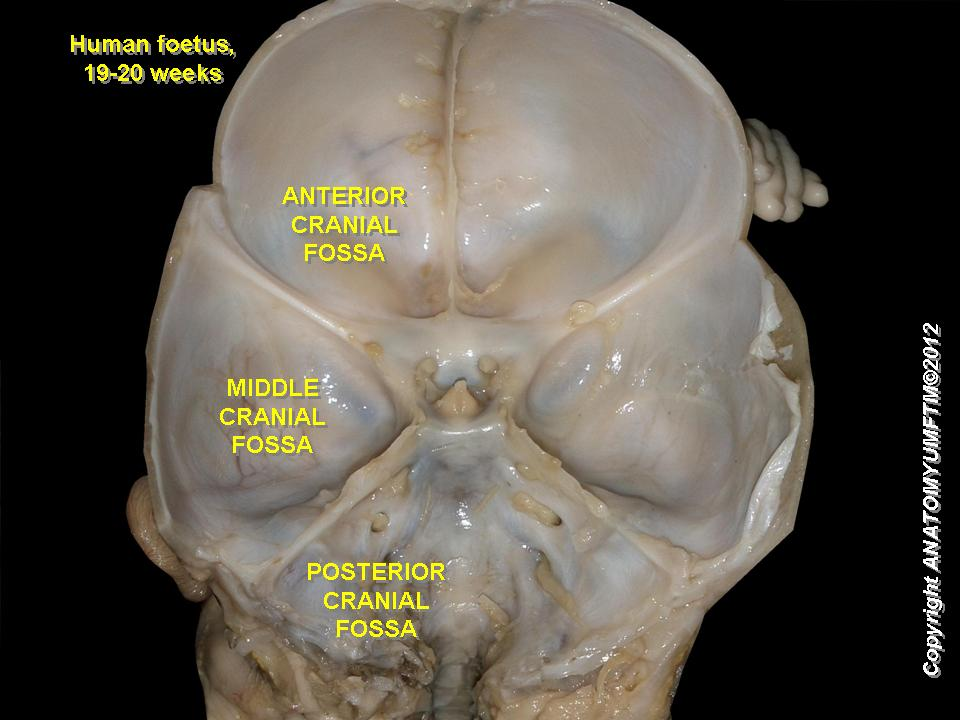
Fosse crânienne moyenne chez le fœtus humain
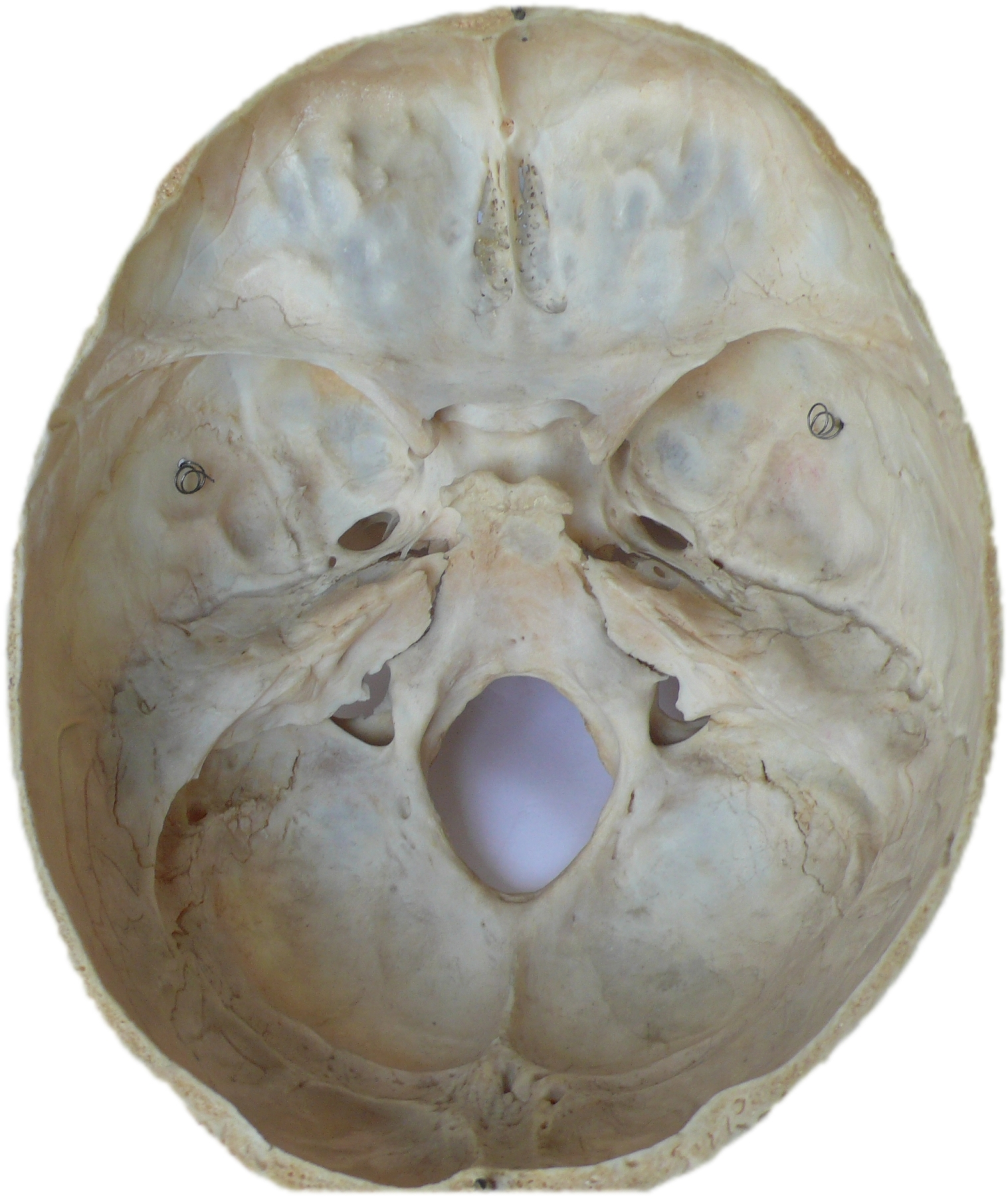
La base du crâne.
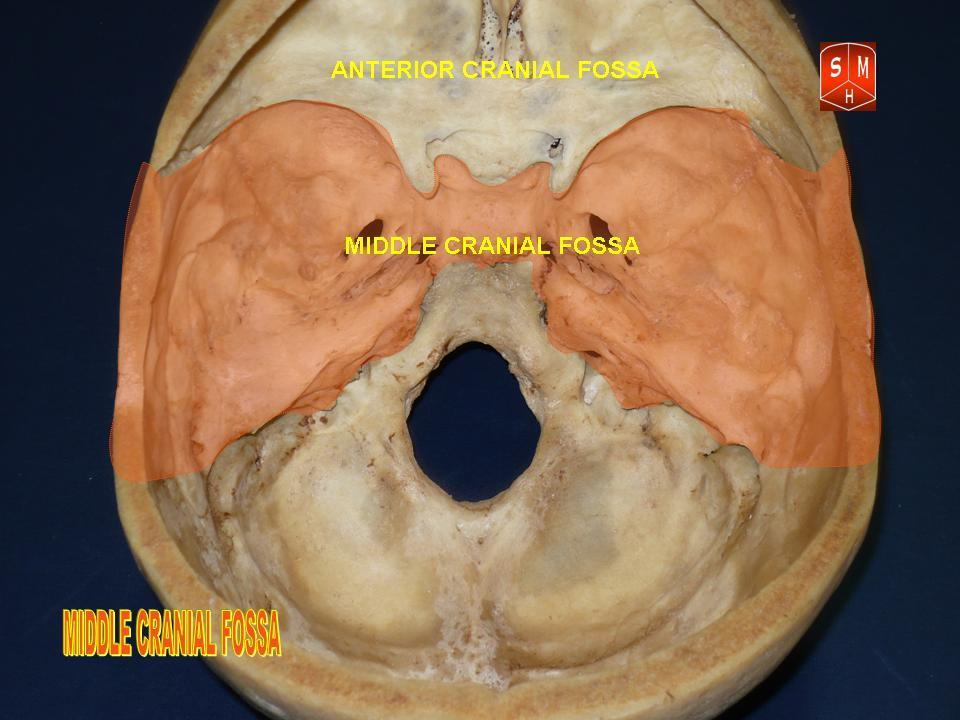
La fosse crânienne moyenne
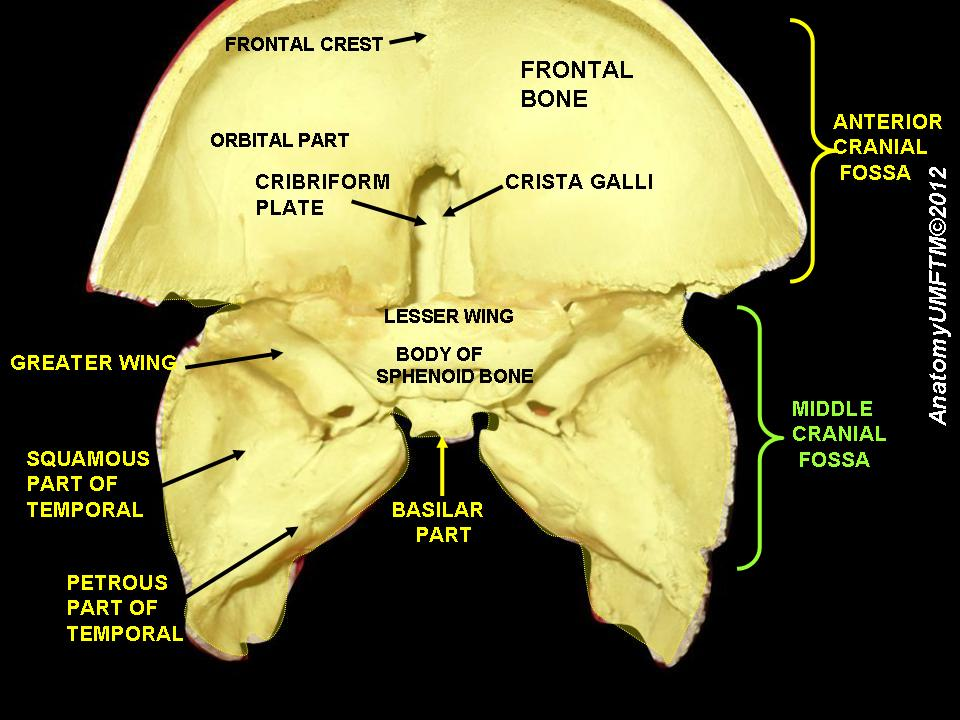
La fosse crânienne moyenne.
Limites de la fosse crânienne moyenne
Limites de la fosse crânienne moyenne et os frontaliers